# SNH48
Le SNH48 sono un girl group di tipo idol cinese formato nel 2012. Si tratta del secondo "gruppo gemellato" delle giapponesi AKB48 dopo le indonesiane JKT48.
Nel 2016 il gruppo è diventato indipendente dalle AKB48.
Il loro nome deriva da quello della città di Shanghai. Inoltre, anche all'interno della stessa Cina, il gruppo ha altre "gemelle", ovvero le BEJ48 a Pechino, le GNZ48 a Guangzhou, le CKG48 a Chongqing e le SHY48 a Shenyang, con quest'ultimo gruppo che ha terminato la propria attività nel 2019.	

## Discografia

### Album
- 2014 - Mae Shika Mukanee (一心向前)

### EP
- 2013 - Heavy Rotation (无尽旋转; Wújìn Xuánzhuǎn)
- 2013 - Flying Get (飞翔入手; Fēixiáng rùshǒu)
- 2013 - Fortune Cookie of Love (爱的幸运曲奇; Ài de xìngyùn qū qí)
- 2014 - Heart Electric (心电感应; Xīndiàn gǎnyìng)
- 2014 - UZA (呜吒)
- 2015 - Give Me Five! (青春的约定)
- 2015 - After Rain (雨季之后)
- 2015 - Manatsu no Sounds Good! (盛夏好声音)
- 2015 - Halloween Night (万圣节之夜)
- 2015 - New Year's Bell (新年的钟声)
- 2016 - Engine of Youth (源动力)
- 2016 - Dream Land (梦想岛)
- 2016 - Princess's Cloak (公主披风)
- 2016 - Happy Wonder World (新年这一刻)
- 2017 - Each Other's Future (彼此的未来)
- 2017 - Summer Pirates (夏日柠檬船)
- 2017 - Dawn in Naples (那不勒斯的黎明)
- 2017 - Sweet Festival (甜蜜盛典)
- 2018 - The Future Movement (未来的乐章)
- 2018 - Forest Theorem (森林法则)
- 2018 - Endless Story (魔女的诗篇)
- 2018 - Now and Forever (此刻到永远)
- 2019 - Our Journey (我们的旅程)
- 2019 - Dream in a Summer (那年夏天的梦)
- 2019 - Poetry About Time (时间的歌)
- 2019 - Wings (青春之翼)
- 2020 - Beautiful Day (天晴了)
- 2020 - F.L.Y (Future, Light, Young) (F.L.Y成长三部曲)